# E. J. Liddell
Eric "E. J." Liddell Jr.  (Belleville, Illinois, 18 de diciembre de 2000) es un jugador de baloncesto estadounidense que pertenece a la plantilla de los Chicago Bulls de la NBA, con un contrato dual que le permite jugar también con el filial de la G League, los Windy City Bulls. Con 1,98 metros de estatura, juega en la posición de ala-pívot.

## Trayectoria deportiva

### Instituto
Liddell se crio en Belleville, Illinois, y fue a la escuela secundaria en Belleville High School-West. Promedió 20,8 puntos y 8,2 rebotes por partido como júnior, ganó el premio Illinois Mr. Basketball de 2018. En su último año promedió 20,2 puntos, 9,3 rebotes y 3,8 tapones por partido. Por segundo año consecutivo, ganó el premio Illinois Mr. Basketball.

### Universidad
Jugó tres temporadas con los Buckeyes de la Universidad Estatal de Ohio, en las que promedió 14,1 puntos, 6,1 rebotes, 1,6 asistencias y 1,6 tapones por partido. En sus dos últimas temporadas fue incluido en el mejor quinteto de la Big Ten Conference, y en 2022 fue además incluido en el tercer quinteto All-American por Associated Press, USBWA, NABC y Sporting News.

#### Estadísticas
| Año     | Equipo     | PJ | PT | MPP  | %TC  | %3P  | %TL  | RPP | APP | ROB | TPP | PPP  |
| ------- | ---------- | -- | -- | ---- | ---- | ---- | ---- | --- | --- | --- | --- | ---- |
| 2019–20 | Ohio State | 31 | 0  | 16.6 | .464 | .192 | .718 | 3.8 | .5  | .4  | .9  | 6.7  |
| 2020–21 | Ohio State | 29 | 29 | 29.4 | .474 | .338 | .746 | 6.7 | 1.8 | .7  | 1.1 | 16.2 |
| 2021–22 | Ohio State | 32 | 32 | 33.2 | .490 | .374 | .765 | 7.9 | 2.5 | .6  | 2.6 | 19.4 |
| Total   | Total      | 92 | 61 | 26.4 | .480 | .341 | .749 | 6.1 | 1.6 | .5  | 1.6 | 14.1 |

### Profesional
Fue elegido en la cuadragésimo primera posición del Draft de la NBA de 2022 por los New Orleans Pelicans. Durante un partido de las Ligas de Verano de la NBA contra Atlanta Hawks el 11 de julio, sufrió una lesión en el ligamento cruzado anterior. El 16 de octubre firmó un contrato dual con los Pelicans.
El 6 de julio de 2023, Liddell firmó un contrato multianual con los New Orleans Pelicans.
Después de dos temporadas en New Orleans, el 6 de julio de 2024 es traspasado a Atlanta Hawks. El 29 de julio es traspasado a Phoenix Suns, y el 27 de agosto, es cortado por los Suns.
El 7 de septiembre de 2024 firma por Chicago Bulls. El 19 de octubre, antes del inicio de la temporada, obtuvo un contrato dual que le permite jugar con el filial de la G League, los Windy City Bulls.

## Estadísticas de su carrera en la NBA

### Temporada regular
| Año     | Equipo      | PJ | PT | MPP | %TC  | %3P  | %TL   | RPP | APP | ROB | TPP | PPP |
| ------- | ----------- | -- | -- | --- | ---- | ---- | ----- | --- | --- | --- | --- | --- |
| 2023-24 | New Orleans | 8  | 0  | 2.9 | .167 | .000 | 1.000 | .6  | .1  | .3  | .3  | .5  |
| 2024-25 | Chicago     | 12 | 0  | 4.4 | .533 | .300 | 1.000 | .8  | .3  | .1  | .1  | 1.8 |
| Total   | Total       | 20 | 0  | 3.8 | .429 | .200 | 1.000 | .7  | .2  | .2  | .2  | 1.3 |

### Playoffs
| Año   | Equipo      | PJ | PT | MPP | %TC | %3P | %TL | RPP | APP | ROB | TPP | PPP |
| ----- | ----------- | -- | -- | --- | --- | --- | --- | --- | --- | --- | --- | --- |
| 2024  | New Orleans | 1  | 0  | 2.5 | —   | —   | —   | 1.0 | .0  | .0  | .0  | .0  |
| Total | Total       | 1  | 0  | 2.5 | —   | —   | —   | 1.0 | .0  | .0  | .0  | .0  |